# Ernestine Rengiil
Ernestine Kawai Rengiil ist eine Rechtsanwältin in Palau. Sie ist die erste Anwältin in Palau und die erste Frau in Palau, die als Attorney General arbeitet. Rengiil hat für ihr Land auch in internationalen Tennis-Wettbewerben teilgenommen.

## Leben
Rengiil erhielt ihre Anwaltslizenz 1987 in Hawaii und wurde im selben Jahr Mitglied der Palau Bar Association. 1992 und 1993 diente sie als Attorney General unter Ngiratkel Etpison. Das zweite Mal diente sie unter der Regierung von Präsident Johnson Toribiong (2009–2013) und wurde im Februar 2017 erneut ernannt.

### Sport
Rengiil nahm für Palau in Tenniswettbewerben bei den Micronesian Games und den Pacific Games teil. 2002 gewann sie eine Goldmedaille bei den Micronesian Games. Sie war auch Trainerin der Nationalmannschaft für die Pacific Oceania Tennis Junior Championships. Dabei trainierte sie auch ihre Tochter Ayana Rengiil, die eine Goldmedaille gewann.